# Arnbergska priset
Arnbergska priset är ett forskningspris som delas ut av den svenska Kungliga Vetenskapsakademien som belöning för gott arbete i de tekniska, ekonomiska eller statistiska vetenskaperna.

## Pristagare
- 2003 Anne-Sophie Crépin «för hennes avhandling om ekonomiska incitament för omställning av jordbruksmark och analyser av ekosystems dynamik»[1]
- 2004 Fredrik Gustafsson, Linköpings Tekniska Högskola[2]
- 2005 Jesper Stage for sin doktorgradsavhandling i samfunnsøkonomi om naturressurser i Namibia[3]
- 2006 Bård Harstad, Kellogg School of Management, Northwestern University, USA for sin doktorgrad ”Organizing cooperation”[4]
- 2007 Peter Unsbo, Kungliga Tekniska högskolan «för hans tvärvetenskapliga forskning, utveckling och utbildningsinsatser som skapat ny kunskap och nya metoder att förbättra synen för människor med nedsatt ögonfunktion»[5]
- 2008 Mika Meitz, Handelshögskolan og University of Oxford «för hans avhandling ’Five contributions to econometric theory and the econometrics of ultra-high-frequency data»[6]
- 2009 Robert Östling, Stockholms universitet, «för hans analys av strategisk interaktion mellan begränsat rationella aktörer».[7]
- 2010 Per Rudquist, Chalmers tekniska högskola, «för hans epokgörande bidrag till förståelsen av polära effekter och polaritet i vätskekristaller (LCD), speciellt för upptäckten av de ortokoniska antiferroelektriska materialen, av stor betydelse för moderna bildskärmar».[8]
- 2011 David Yanagizawa Drott, Stockholms universitet og Harvard Kennedy School USA «för hans analys av de kausala effekterna av propaganda i konfliktsituationer»[9]
- 2012 Andreas Mueller, Columbia Business School, Columbia University, «for sin forskning på arbeidsløshetens sammensetning».[10]
- 2013 Daniel Aili, Linköpings universitet[11]
- 2016 Thomas Schön, Uppsala universitet, "för väsentliga bidrag till olinjär identifiering och partikelfilter".
- 2017 Sebastian Axbard, Queen Mary, University of London, " ”för att i avhandlingen ’Crime, Corruption and Development’ ha genomfört kreativa och självständiga analyser av brottslighet i en utvecklingskontext”.[12]
- 2019 Kasper Moth-Poulsen, Chalmers tekniska högskola, "för sin innovativa forskning kring molekylär elektronik och nanomaterial med inriktning mot framtidens energisystem".[13]
- 2021 Jonas Cederlöf vid University of Edinburgh "för hans avhandling ’Job Loss: Consequences and Labor Market Policy’”.[14]
- 2023 Davide Cipullo, Università Cattolica del Sacro Cuore "för hans avhandling ’Political careers, Government Stability, and Electoral Cycles’”.[15]